# Alosternida chalybaea
Alosternida chalybaea là một loài bọ cánh cứng trong họ Cerambycidae.